# Mont Quincy Adams
Le mont Quincy Adams est un sommet du chaînon Fairweather, situé à la frontière entre l'Alaska et la Colombie-Britannique. Son nom provient du sixième président des États-Unis, John Quincy Adams (1767-1848).
Ses flancs est et sud se trouvent à l'intérieur du parc national de Glacier Bay, tandis que ses flancs nord et ouest sont dans le parc provincial de Tatshenshini-Alsek, en Colombie-Britannique. C'est le second plus haut sommet de cette province.